# آلبرت لوتولی
آلبرت لوتولی (انگلیسی: Albert Lutuli; 1898 – ۲۱ ژوئیهٔ ۱۹۶۷) یک سیاست‌مدار اهل آفریقای جنوبی بود.
وی همچنین برنده جوایزی همچون جایزه صلح نوبل شده‌است.